# Economicismo
El economicismo es un criterio o doctrina que implica un sesgo o abuso en la concepción del comportamiento de una sociedad, reduciendo todos los hechos sociales a su aspecto económico (reduccionismo económico).
Una consecuencia del economicismo (aunque no solo de ello) es la desatención de los aspectos sociales, morales, culturales y políticos de problemas sociales tales como la degradación ambiental, la guerra, la salud pública, el analfabetismo, etc. Según Bunge la sociedad debe entenderse como un sistema constituido por cuatro subsistemas: biológico, económico, político y cultural.
El término 'economicismo' (o reduccionismo económico) también se usa, en filosofía de la ciencia por ejemplo, para calificar los modelos o teorías de la microeconomía clásica, en los que la oferta y la demanda son los únicos factores pertinentes o importantes para explicar y predecir el comportamiento económico de la sociedad, con lo cual se ignoran otros factores de índole cultural, humana, social, política, espiritual o moral.
En la investigación social inspirada por el individualismo metodológico (que por sí mismo no es siempre economicista) el economicismo consiste en una reducción unilateral del hombre a la figura del homo oeconomicus: una reducción que, en el nombre de una filosofía gruesa y de una falsa psicología, deja de lado todos los demás aspectos del ser humano (homo faber, homo loquens, homo ludens, etc.).